# Pattensen
Pattensen è una città di 13.944 abitanti della Bassa Sassonia, in Germania.
Appartiene alla regione di Hannover (targa H).

## Geografia
Pattensen si trova nel paesaggio storico del Calenberg Land, tra il fiume Leine e le colline del Deister. L'area è dominata dall'agricoltura e molti residenti si recano al lavoro ad Hannover o Hildesheim.
La città di Pattensen ha i seguenti 8 quartieri (in tedesco Stadtteile), alcuni dei quali erano in precedenza villaggi indipendenti: Hüpede, Jeinsen, Koldingen, Oerie, Pattensen-Mitte, Reden, Schulenburg e Vardegötzen, oltre alle due frazioni Thiedenwiese e Lauenstadt.

## Storia
Nell'area dell'attuale città di Pattensen furono costruiti anche il castello di Calenberg e il ca. Nel 1433, Pattensen divenne parte del Principato di Calenberg.

## Curiosità
Nel quartieri di Schulenburg fu ritrovata nel 1911 una lunula d'oro, oggi al Niedersächsisches Landesmuseum Hannover.